# Pencoed
Pencoed is een plaats in de Welshe county borough Bridgend.
Pencoed telt 11.832 inwoners.